# Lac de la Maix
Le lac de la Maix, autrefois dénommée la Mer, est situé au sud-ouest du massif du Donon, sur le territoire de la commune de Vexaincourt, à 3 km du centre du village, dans les Vosges gréseuses. Il s'agit de l'un des derniers lacs naturels de formation glaciaire du massif vosgien.
Sur ses rives se dresse une chapelle bâtie sur la crypte à côté des ruines de l'ermitage de la Mer, important vers 1250, autorisé par l'évêque Pibon en 1090. Un sarcophage de pierre côtoie la chapelle, Emile Gerlach avait observé une forme semblable à ceux de l'église abbatiale de Haute-Seille, taillée au XIIe siècle.

## Limnologie
Le petit lac installé sur un terrain géologique creusé et affouillé par les glaces il y a environ 12 000 ans, mais probablement ensuite recouvert de tourbières il y a moins de 8 000 ans, possède un fonds trouble. La profondeur a longtemps été sous-estimée à moins de quinze mètres. « Le trop plein de ses eaux ne se déverse pas à la surface, c'est par le fond qu'elles débouchent à environ 110 mètres de cette petite pièce d'eau ».
Les eaux limpides, constamment renouvelées par les sources en amont, étaient entourées de berges circulaires régulières et hautes, surmontées d'un chemin de ronde, au début du XXe siècle, au point qu'il était facile de faire croire à un aménagement anthropique constant. Des nénuphars nains, de la même sous-espèce que ceux de Retournemer et Longemer, se déploient à la belle saison, étalant leurs fleurs immaculées. Divers arbustes entourent le plan d'eau, en particulier des saules à certains endroits laissent traîner leurs branches sur plus de dix mètres dans les eaux, ce qui nuit à la visibilité depuis le sud et l'ouest. De petits buissons opportunistes, à commencer par les brimbelliers, plongent aussi leurs racines dans l'eau. Un botaniste amateur se souvient en août 1906 des multiples et différentes fougères de la forêt moussue ou des abords du lac jonchés d'hépatiques, et sur les espaces ouverts ou près des chemins, des sureaux portant leurs grappes de baies semblables à du corail et autres buissons couverts de chèvrefeuilles.
Le lac est d'ailleurs très poissonneux à la fin du XVIIIe siècle. On y trouvait une sous-espèce de harlin.

## Toponymie
Lacum qui mare dicitur selon la chronique de Richer, livre second, paragraphe 22, voilà comment le moine bénédictin de Senones, Richer, écrivain voyageur et chroniqueur du XIIIe siècle décrit ce « lac qui est dit mer », tout en précisant la construction de la maison-église dont il connaît la tutelle de son monastère de Senones. Les premiers textes en ancien français mentionnent le plus souvent l'Ermitage de la mer ou Hermitage de la mer et ses variantes altérées. Après le milieu du XVIIIe siècle, la lac de la Maix s'impose, avec la mention du pèlerinage populaire de la Maix.
Une première hypothèse proposée autrefois pour cette mutation a été la graphie erronée met au lieu de mer. La seconde explication linguistique est plausible, l'étymon mer/mar désigne un plan d'eau sauvage, un lac remarquable dans la langue parlée autrefois, peut-être de l'ancien français merer en 1210, « se vautrer dans une mare, se rouler dans la boue » apparenté à marage, nom masculin désignant outre le bord de mer, « le marais, le lieu sauvage et dangereux » sous l'influence du francique marisk, au sens de marais, tourbière. La troisième voie, allusion à la matrem latine, en ancien français mere signifiant au choix « mère, protectrice, matrone » peut évoquer le sanctuaire à répit mais aussi le plan d'eau sacré, au sens d'eauwe-mere (du latin médiéval aqua-matrem ou eau-mère), simplifiée en mer.
Le meix ou maix fait allusion au petit domaine compartimenté dont le sanctuaire souterrain, la modeste chapelle supérieure et l'ermitage et ses dépendances jardins, fontaine et bassin, vergers en espalier, palissades en bois... était le centre au milieu de prairie. Une ferme dite de la Maix était localisé à quelques centaines de mètres de ce domaine, pour entretenir les biens fonciers du domaine. Le passage de mer à lac de la maix se produit tardivement au moment où s'impose pour les actes religieux un français local, typique au XVIIIe siècle.

## Histoire
On ignore si à l'époque celtique le site est un lieu de culte et de pèlerinage. Mais ces bords sont fréquentés avant l'époque de Hallstatt. Ce point d'eau bucolique semble être cultivé et hanté par les troupeaux au moins depuis ces temps.
Au XIe siècle, le modeste Hermitage de la Mer, est fondé par l'insigne église de Toul, à côté d'un sanctuaire à répit en partie souterrain, où les mères chrétiennes apportaient leurs enfants mort-nés pour qu'ils revivent quelques secondes et puissent recevoir le baptême sous l'égide de la Vierge noire du lieu. Un nommé Reignier, attiré par ce lieu vaste et isolé vers 1070, avait décidé de s'y retirer, installant une maison d'aide spirituelle jointe à une église modeste située au-dessus d'une chapelle souterraine, avec l'autorisation du vénérable abbé Bercher de Senones. Le sanctuaire, point de pèlerinage fréquenté le jour de la Trinité (octave de la Pentecôte), est dûment consacré aux nones de mai 1090 en l'honneur de la sainte Trinité lors du passage de l'évêque Pibon. Une foire s'y serait même tenue à la sainte Trinité, profitant de l'affluence des pèlerins en famille.
L'église se nomme Notre-Dame-de-la-Mer, elle est placée sous la responsabilité de l'abbaye de Senones qui nomme un hermite ou garde-chapelle. Celui-ci, vivant à demeure, peut être un prêtre-ermite. Les constructions de l'ermitage prennent de l'ampleur, l'église est agrandie à la fin du XIIe siècle selon l'opus francigenum. La chapelle souterraine embellie permet d'y honorer la sainte Vierge, qui commande de plus en plus aux météores, maîtrisant les pluies abondantes et calmant les vents de sècheresse, à l'instar de saint Sigisbert ou Christ pantocrator. L'ermitage est complétée par plusieurs bâtiments attenants au XIIe siècle et XIIIe siècle car un grand concours de peuple venu de Lorraine et d'Alsace, voire d'au-delà, y afflue le jour de la Fête-Dieu et les desservants permanents de la maison d'ermitage ne cherchent qu'à améliorer ce haut lieu de spiritualité. Dans les écrits médiévaux ou du début de l'époque moderne, cet ermitage géré depuis la cure de Luvigny ou en dernier ressort souverain, par l'abbaye de Senones, n'a jamais fait référence au lac de la Maix. En 1508, l'abbaye de Senones autorise la réfection et la reconstruction pour l'Hermitage d'une plus vaste chapelle de la Mer, pour mieux accueillir un pèlerinage devenu imposant.

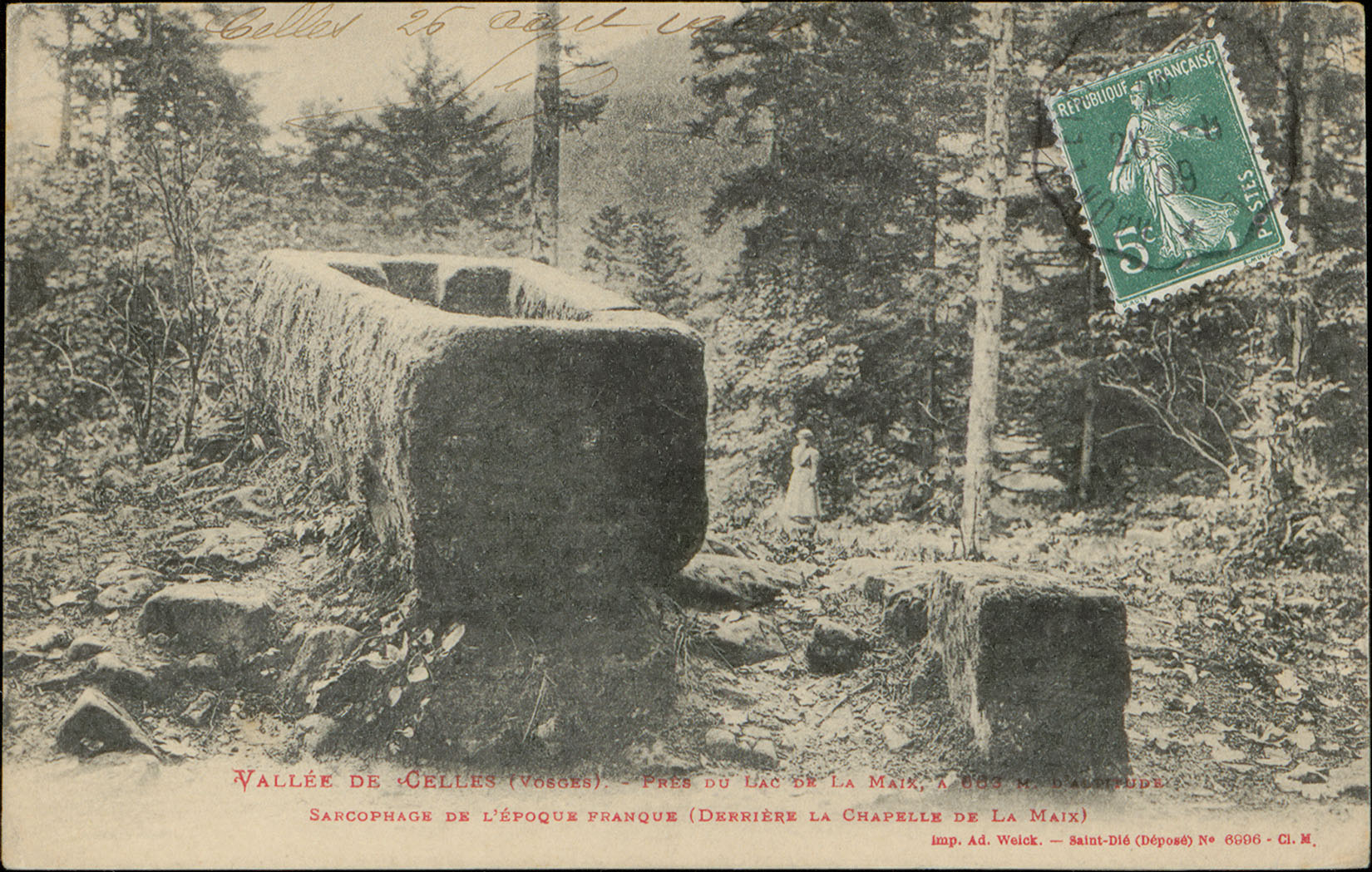
Sarcophage derrière la chapelle (carte postale Adolphe Weick).

Dom Augustin Calmet, abbé de Senones, n'attente jamais ni à l'ermitage et à son budget réduit, ni aux divers pèlerinages dont il se plait à observer les formes en historien de la religion. Il admet l'intercession de la Vierge contre les pluies incessantes ou la sècheresse, la mère de Dieu ne pouvant que favoriser les bonnes récoltes. Il est par contre contrarié par la conception médiévale de la Vierge du Répit qui avait encore cours dans l'esprit populaire au voisinage de la Mer. Il affirme «  Il est interdit de baptiser les morts, cette coutume est une tromperie ».
L'abbé de Senones Don Augustin Fangé, dit abbé Fanget en lorrain, neveu et successeur de Dom Calmet, prétexte trop de turbulences, troubles et autres abus, et décide de supprimer le pèlerinage après 1758. Des habitants de Moussey lui proposent de prendre le mobilier religieux afin de le rapatrier de ce lieu trop populaire, chargé de malédictions et de mauvaises actions, pour le conduire en chariot dans leur église. L'abbé Fanget agrée et donne son autorisation. Les bâtiments du sanctuaire et de l'ermitage sans protection sont ainsi détruits et arasés sans vergogne par quelques habitants de Moussey. Il ne reste alors près du lac que des ruines et la crypte, ainsi que, à quelque distance, la ferme de la Maix qui continue à gérer le domaine agro-pastoral.
Quelques années plus tard, une statue Notre Dame de la Maix est placée sur la crypte par des fidèles discrets du Val d'Allarmont. Elle succède en réalité à la chapelotte de la Vierge accrochée au sapin voisin immédiatement après la dévastation. Une grande part de la population locale perçoit cette destruction comme un pillage légal du vieux sanctuaire. Le pieux pèlerinage, trop ancré dans le calendrier paysan, n'a jamais été réellement abandonné.
Durant la période de la Révolution, le bien foncier autour du lac de la Maix, c'est-à-dire la ferme acquise aux biens nationaux, est la propriété du maître de forges Louis Daniel Champy puis de son fils qui le revend à l'État en 1846.

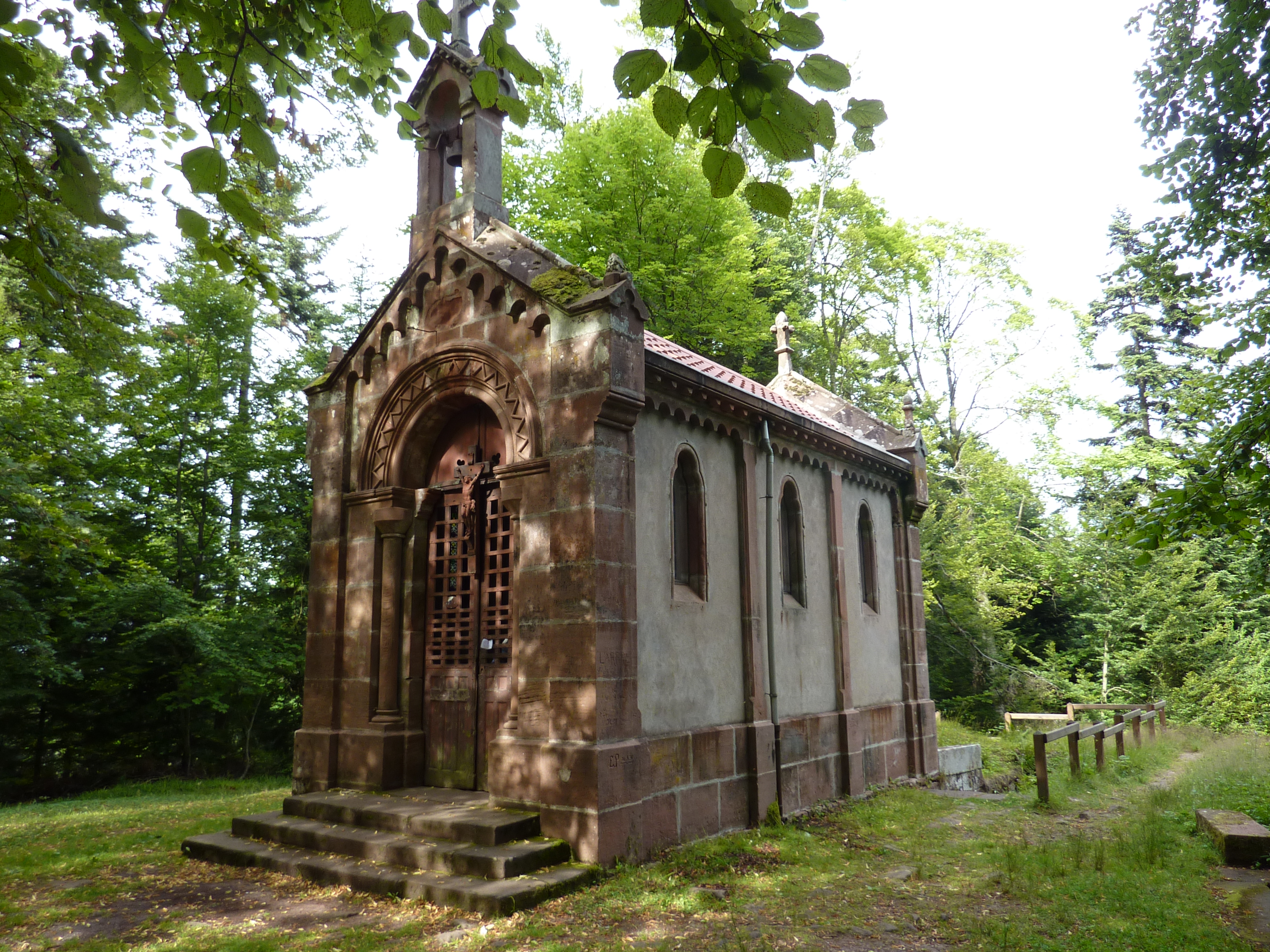
Chapelle proche du lac

En 1865, une élégante chapelle en grès rouge, de pure style roman est édifiée au débouché du sentier de Vexaincourt en l'honneur de Reignier, premier ermite, avec une plate-forme placée sur l'ancienne crypte préservée, à côté de l'ancien ermitage et de ses dépendances. Le Journal de la Meurthe en relate la genèse dans son article « Le Lac et la Chapelle de Lamaix » (sic) en septembre 1866. Monsieur Boiselle, inspecteur des forêts à Senones, figure parmi les premiers initiateurs. Non content de rendre les sentiers de montagne plus larges et plus faciles pour les promeneurs et les chasseurs des vallées adjacentes, l'officier du corps des Eaux-et-Forêts saisit le sentiment pieux de pèlerins venus des vallées adjacentes. Instruit par l'ancienne histoire de l'ermitage de la Mer, il propose l'aide des services forestiers et lance un appel à réédifier l'ancien oratoire. En quelques mois, 3500 souscripteurs avec des offrandes multiples se manifestent, des Vosges et au-delà de Nancy. Le pèlerinage est à nouveau rétabli en 1866 sous l'autorité de l'évêque de Saint-Dié Monseigneur Caverot.
Le 9 septembre 1866, la chapelle est inaugurée en présence d'une foule nombreuse, occupant faute de place tous les escarpements dominant le lac. Une procession extraordinaire est menée en grande pompe par le clergé de Luvigny, suivi de jeunes filles toutes vêtues de blanc, symbole de la Vierge. Le clergé des paroisses environnantes, à commencer par les curés de l'ancien Val d'Allarmont avec leurs bedeaux et sacristains, enfants de chœur et conseil de fabrique, suit les fidèles près du lac. D'autres participants venus des vallées ou d'au-delà du Donon de la vallée de Schirmeck ou même d'Alsace rejoignent le lac et sa nouvelle chapelle, à l'instar des délégations des maires des communes environnantes, avec parfois leurs corps de pompiers en uniforme. Ce ne sont que spirales humaines à perte de vue, les abords du lac sont bondés par une foule imposante. La fanfare de Senones est présente, avec un peloton de 25 garde-forestiers en uniforme de parade, conduit par l'inspecteur Boiselle. Après la messe et les chants religieux, vient la bénédiction de l'édifice, bientôt suivie de décharges de mousquets tirées du haut de la montagne et de notes de la fanfare. Le dernier élève vivant de l'abbé bénédictin Dom Lombard en poste de 1784 à 1793, à savoir le vieux curé de Saint-Jean prononce une vibrante allocution entre le Val d'Allarmont et Gros Colas. Il remercie le forestier Boiselle, qui lui remet humblement les clefs de la chapelle et rappelle qu'il ne représente que les souscripteurs et la vaste foule silencieuse présente dans le vallon et la montagne.

Vues historiques
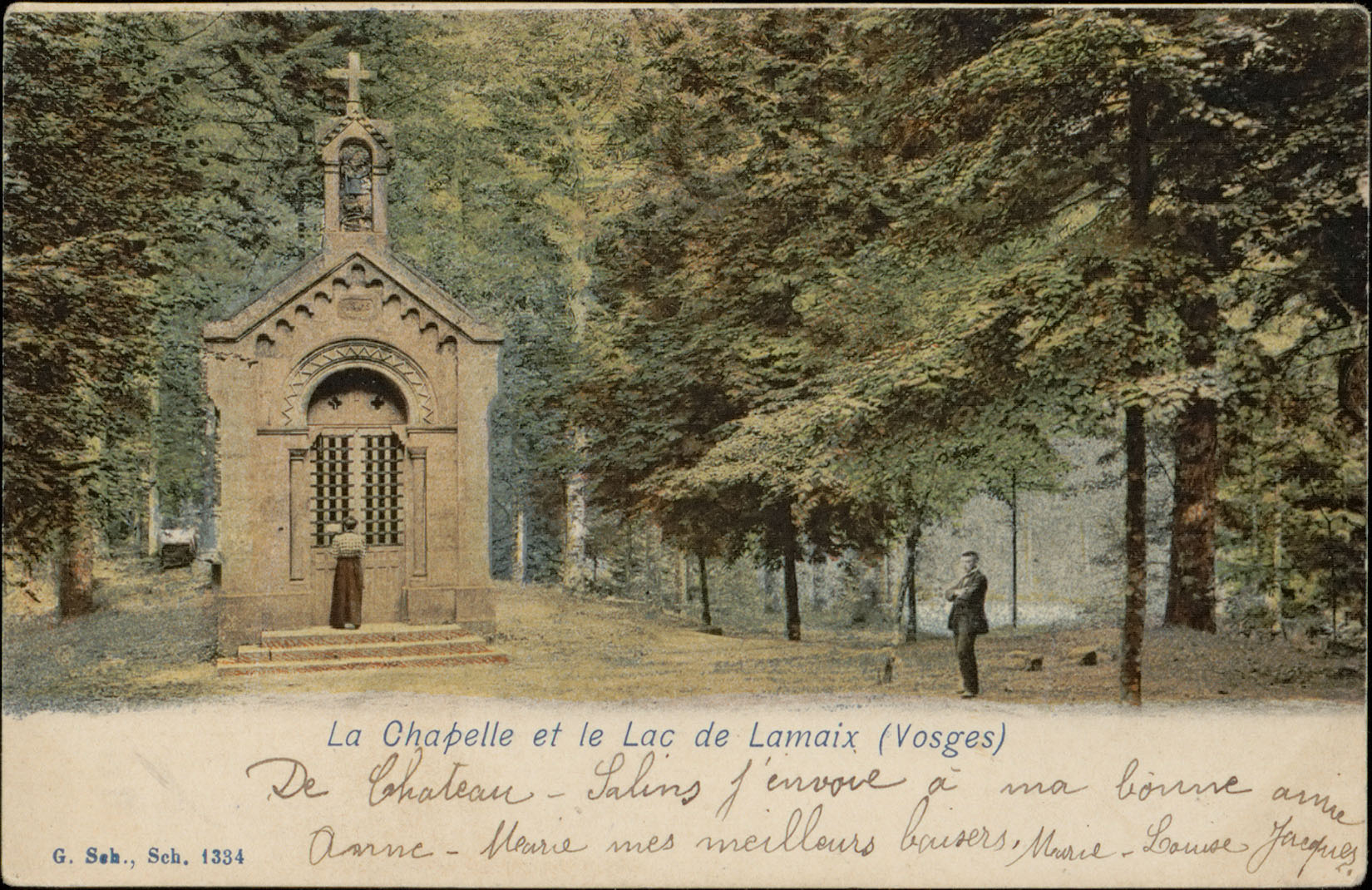
La chapelle et le lac.
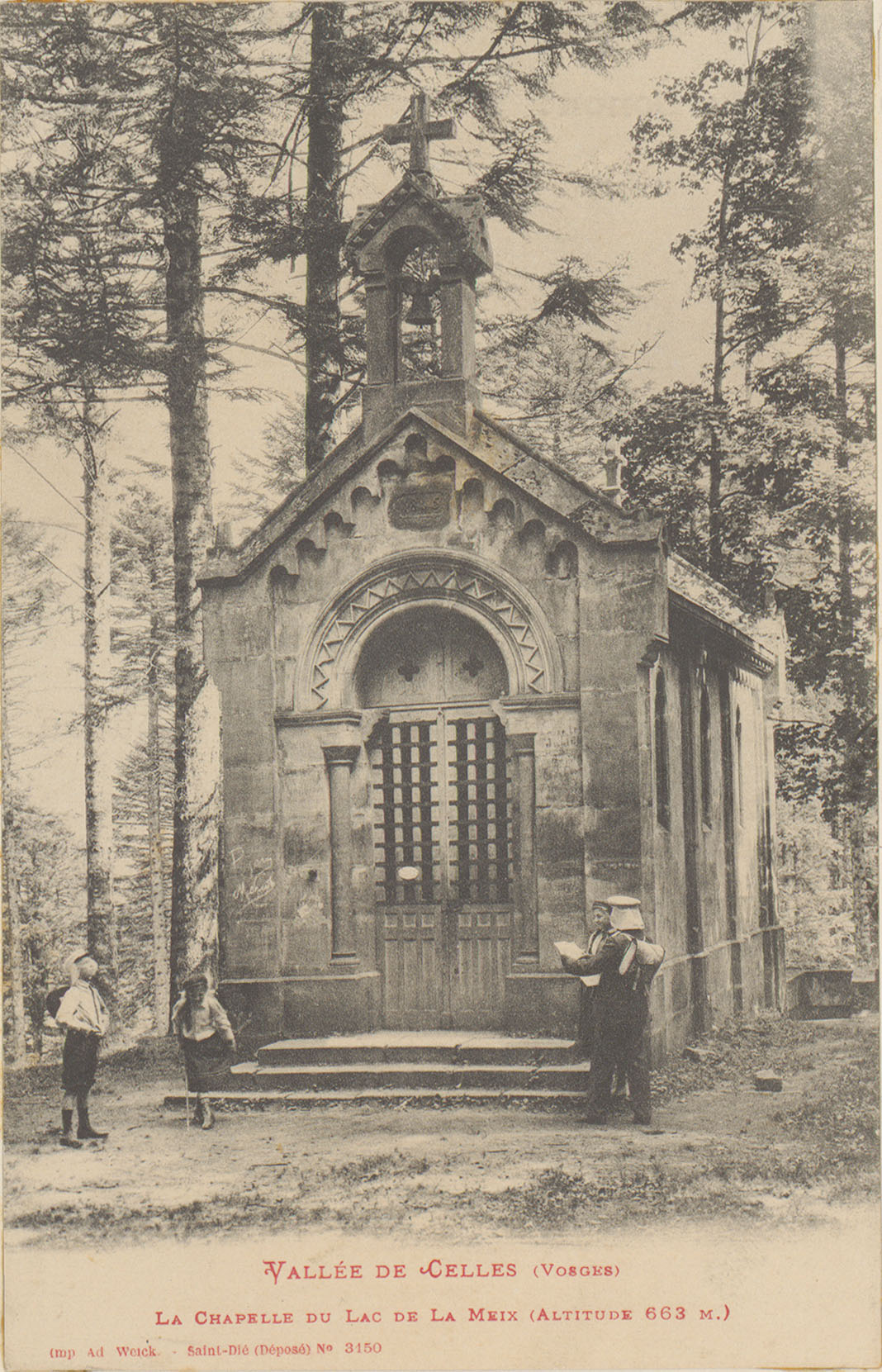
La chapelle.
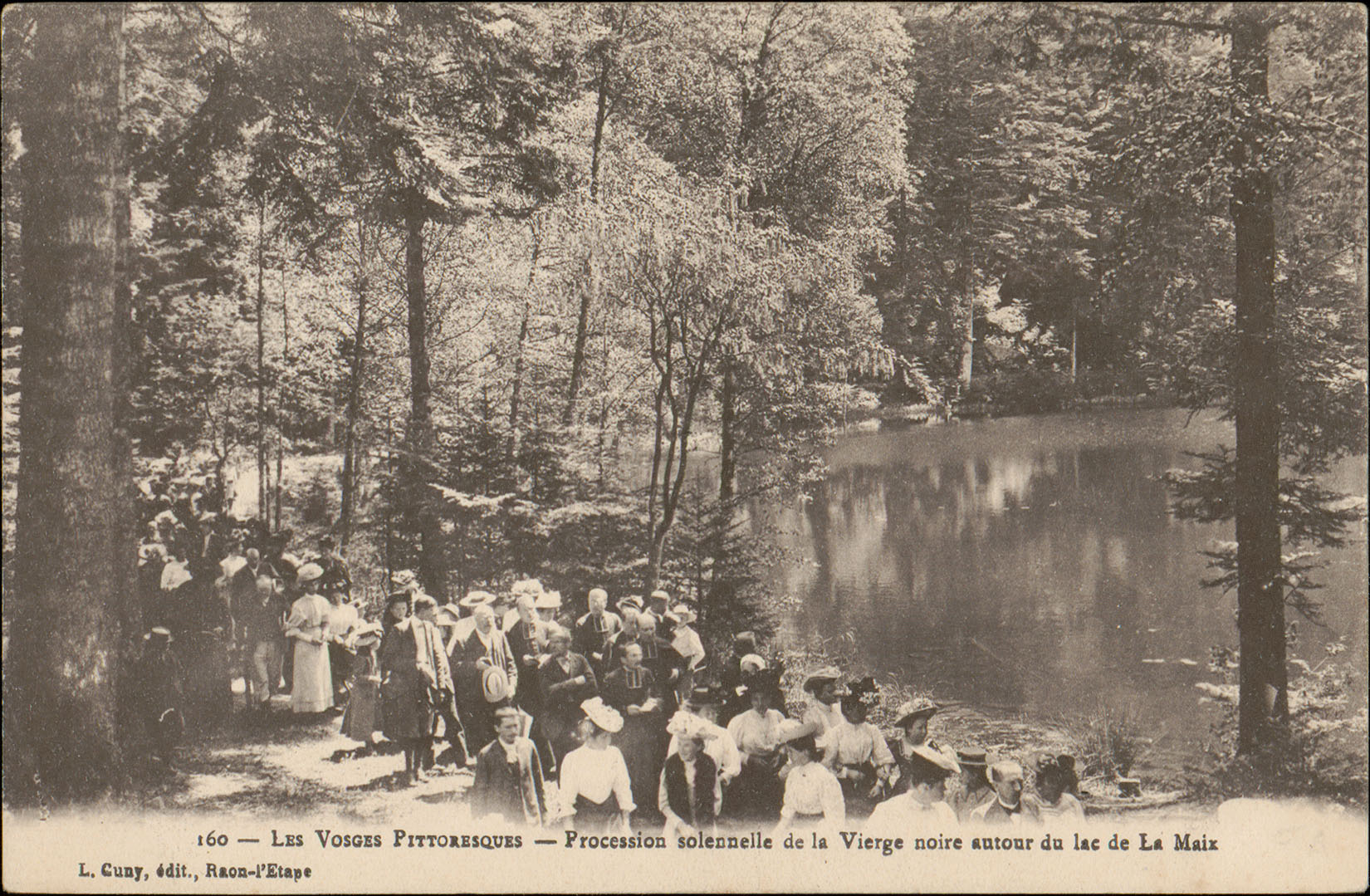
Procession autour du lac.

En 1886, Léon Louis et Paul Chevreux mentionnent que l'écart de la Maix compte deux maisons, avec 8 habitants permanents et sans doute deux familles.
La monographie communale de Vexaincourt mentionnent qu'au nord-ouest du lac, se distingue des vestiges de pierre, attribuée par le rédacteur à une ancienne église avec ce qu'il suppose être un autel en pierre, dressé sur un caveau renfermant des ossements humains. Non loin de là, il mentionne le sarcophage en pierre, bien connu dans les années trente et à côté des caveaux, la nouvelle église érigée en 1865. Lors de certaines fêtes au cours de l'année, les jeunes filles de Luvigny et de Vexaincourt transportent, en chantant des cantiques, la statue très vénérée de la Vierge Noire, extraite de l'église de Luvigny, aux abords du lac.

### Archéologie
Le médecin, ancien universitaire et président du Club Alpin (section des Vosges), Alban Fournier (1842-1904) croyait que le lac était consacré à l'époque druidique, dans le cadre territorial du sanctuaire du Donon.
Dans les années 1980, l'association Le GRAAL effectue des fouilles archéologiques sub-aquatiques et révèle la présence d'un tumulus de pierres et de bois immergé, supposé être une construction lacustre (pilotis ?), d'un ponton, de fragments de verre attribués à l'époque gallo-romaine et surtout d'une pirogue monoxyle (taillée d'un seul bloc dans un tronc de sapin) qui est présentée à la Direction régionale des affaires culturelles (DRAC) de Metz avant d'être remise à l'au pour sa conservation. Un prélèvement effectué permet de la dater entre 780 et 985 avant J.-C.). Des analyses polliniques ultérieures permettent d'envisager une exploitation sylvicole intense vers 1050, initiée entre 841 et 1024.

## Un site romantique (tourisme, art et littérature)
Le lac de la Maix, situé dans la forêt domaniale du Bois Sauvage, avec ses eaux claires et les sapins qui s'y mirent, est un lieu de montagne très prisé des promeneurs romantiques au XIXe siècle. Charles Charton indique que la surface du lac se déploie sur deux hectares et seulement quinze mètres de profondeurs. Il précise l'existence d'une ferme de la Maix.
Henri Valentin a réalisé des illustrations sur ce thème, en particulier La Procession sur les bords du lac de la Maix et vue du Donon qui illustre les légendes dans le livret intitulé Le Sagar (sic) des Vosges.
L'inauguration de la chapelle en 1866 a aussi fait forte impression : en témoigne un livret poétique de quatre pages intitulées par son auteur anonyme Au lac de la Meix et dédicacé à madame Ernest Seillière.
Pléthore de guides touristiques mentionnent le lac de la Meix, à commencer par le travail pionnier du Guide du touriste dans Saint-Dié, ses environs et dans quelques parties des Vosges, rédigé par Auguste Stegmuller dont la première édition est publiée à Saint-Dié par Louis Eugène Humbert en 1881. Les randonnées sur les crêtes entre vallée du Rabodeau et val de Plaine permettent de découvrir au nord du Haut du Bon Dieu, le lac de Maix et ses environs, appréciés pour son cadre pittoresque, son histoire lié à l'abbaye de Senones et ses nombreuses légendes. De nombreux ouvrages et articles de journaux rapportent en effet des légendes, plus ou moins folkloriques ou réinventées, censées se dérouler aux abords du lac.
Le véloce-club de Nancy prévoit une excursion estivale au lac de la Maix, en deux caravanes ou groupes de randonnées, début juillet 1910. La première caravane sportive part de Nancy à 4h24, débarque à Raon-L'Etape à 6h22, commence à 7h30 à Allarmont une marche de trois heures par la Roche des Brocards et Saint-Grime, vers le lac de la Maix. La seconde caravane matinale part de Nancy à 6h22, joint Raon-L'Etape à 8h03 et Vexaincourt à 9h33. Du village la montée vers le vallon et le lac à travers les Sapinières s'effectue par un sentier doux et facile. À midi, le déjeuner ou pique-nique réunit les participants. Divertissement champêtre et sauterie sont proposées à 3h de l'après midi, deux heures avant le retour vers Vexaincourt.
Le journaliste Sylvestre Urbain se remémore en 1928 une ballade du mois d'août 1906 au lac de la Maix. Le jeune homme alerte était parti de Celles, avait gravi le Coquin, puis longé la crête des Brocards, passant au Jardin David et au Haut du Bon Dieu, jusqu'à gagner les prairies tourbeuses du col du Prayé, et au-dessus la grande maison forestière qui fait aussi auberge en été. Le voici heureusement attablé avec un militaire du service topographique, des gendarmes de Moussey et trois jeunes Alsaciennes, en vacances à Schirmeck, alors que des pluies diluviennes s'abattent sur le massif du Donon. Ayant pris du retard, en attendant une vraie éclaircie, il se décide à rentrer en prenant la patache au plus vite à Vexaincourt. Il emmène vers le chemin du lac de la Maix les trois jeunes touristes, intriguées par ce petit joyau lacustre. L'éclaircie lumineuse sur le petit lac aux eaux scintillantes et la chapelle élancée sous les frondaisons, engendre, lors de la descente du col du Bon Dieu, un spectacle féérique, qui transfigure ses accompagnatrices. Sylvestre Urbain a gardé, 22 ans plus tard, intacte cette sensation d'harmonieuse beauté, sortie d'un autre monde éternel. Il se souvient de l'étrange parole du dernier salut d'une des Alsaciennes :"Merci, Monsieur, de nous avoir rendues si attentives".
Le journaliste de L'Est Républicain Léon Monnier écrit en 1939 que le lac de la Maix est un but de promenade parmi les plus connus des Vosges. Le magistrat Louis Roger Charles Sadoul (1870-1937) ainsi que son frère l'agent d'assurances Charles Xavier Marie Sadoul fondateur de la revue Le Pays lorrain (1872-1930), tous deux historiens raonnais de la vallée de la Plaine, admirent depuis leur jeunesse cette vaste combe glaciaire où se niche « ce plan d'eau charmant », le mot « lac » étant de l'avis de l'aîné un terme prétentieux.

Vues historiques
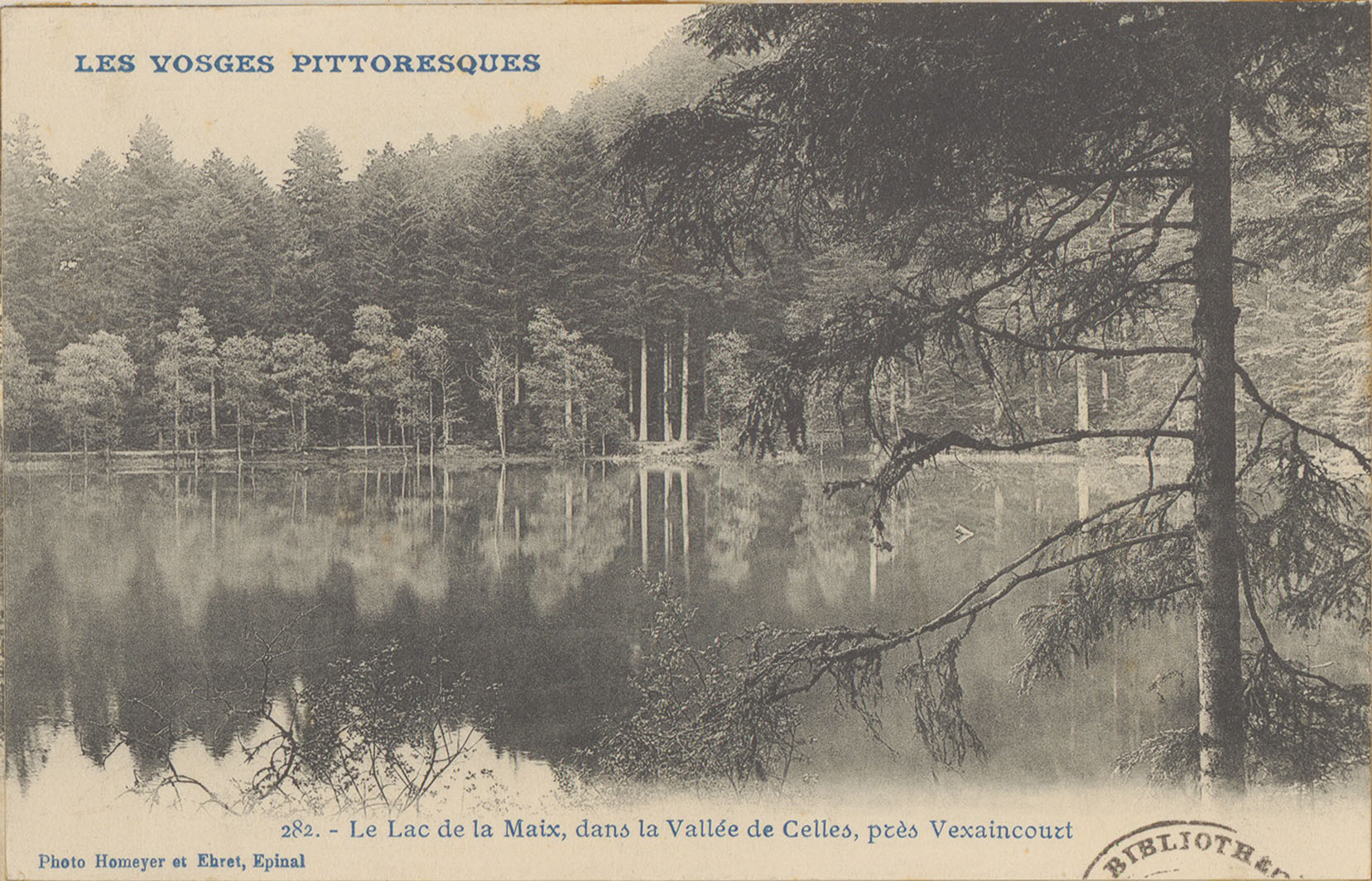
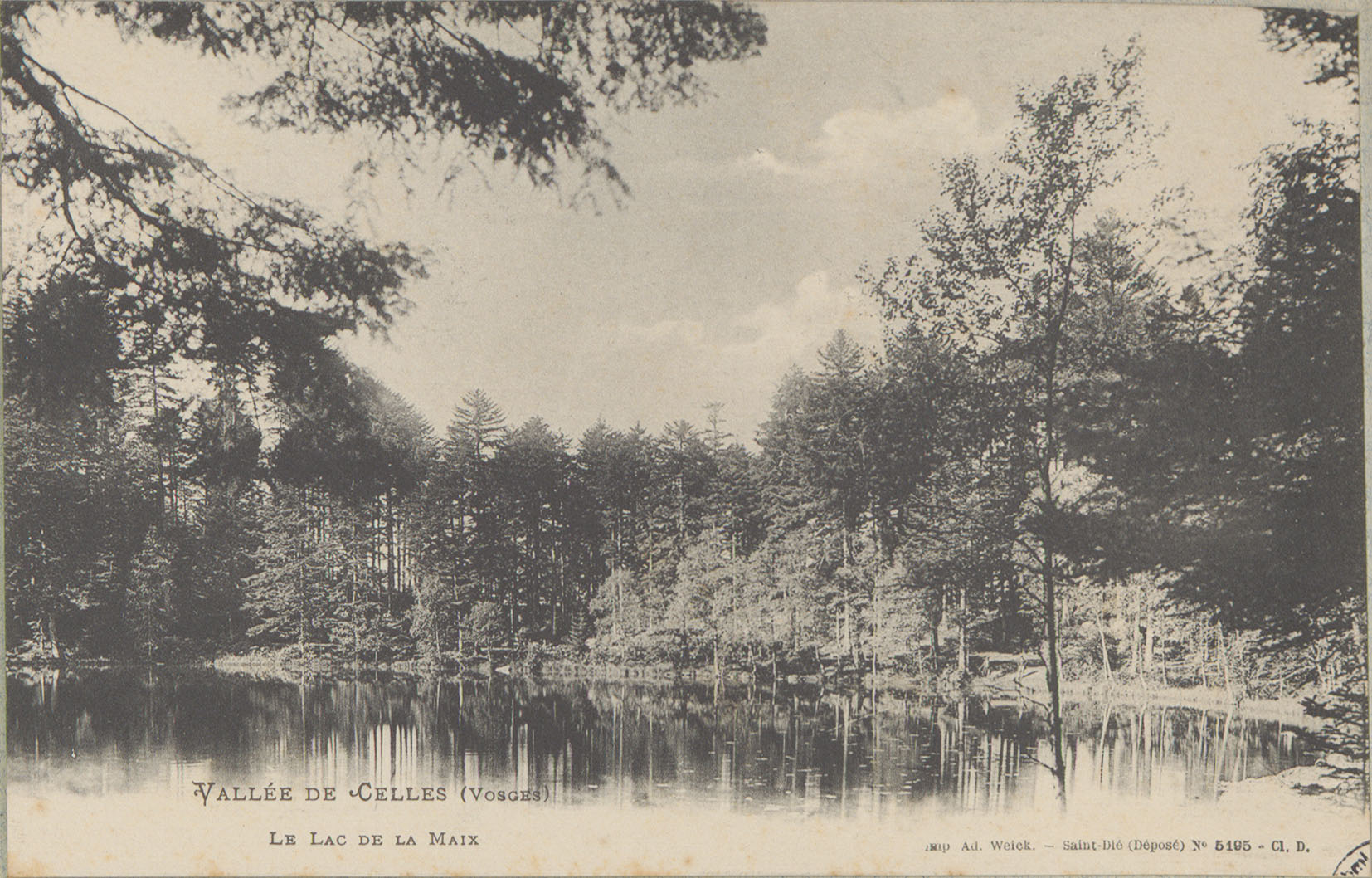

En 2021, le lac accueille le tournage de la série Les Combattantes pour différentes scènes de combats [réf. nécessaire].

## Légendes
On rapporte pour le lac de la Maix, de nombreuses légendes dont la plus connue est partagée par nombre d'autres lacs.
Le Diable Violoneux
- Un jour de pèlerinage, un musicien inconnu serait venu pour faire danser les villageois au son de son violon. Ceux-ci dansèrent si bien qu'ils n'ont pas entendu la cloche les invitant à l'office. Nul doute que cet étranger était le diable en personne. Le châtiment divin ne se fit pas attendre, la terre s'ouvrit sous les danseurs qui se noyèrent aussitôt dans le lac qui venait d'apparaître. Les villageois furent condamnés à y danser jusqu'au Jugement dernier…

Cependant, de nos jours, on dit que certains soirs on peut encore entendre le violoniste… [réf. nécessaire]
La ferme disparue dans le gouffre comblé immédiatement par le lac
- Jadis se trouvait une grande ferme avec ces dépendances à l'emplacement du plan d'eau. Les jeunes habitants du Val d'Alarmont ne pensaient en ce temps-là qu'au plaisir et négligeaient tous leur devoir, vivant dans l'éternelle jeunesse. Un dimanche qu'ils dansaient, buvaient et se goinfraient au lieu d'aller à l'office, un violent orage éclata. Après un épouvantable coup de tonnerre, la montagne frémit, la terre s'ouvrit et la ferme et la piste de danse disparurent sous les eaux qui formèrent instantanément un lac.

Depuis ce temps, par les soirées calmes et paisibles, le promeneur croît entendre près du lac, tel un lointain murmure à peine audible, les sons assourdis des violons, tandis que les danseurs impies continuent sans trêve ni repos à taper du pied et à continuer leur ronde infernale. [réf. nécessaire]
Le Seigneur de la Maix
- On attribue également l'origine du lac à un jeune page fou amoureux de la châtelaine résidant la demeure où il travaillait. Il vit cependant ses avances repoussées. Dans un excès de rage, il tua la femme qu'il aimait tant et prit la fuite pour devenir brigand craint de tous, sous le nom de Seigneur de la Maix. Avec de nombreux hommes à ses ordres, il ne cessait de piller la vallée en guise de vengeance. Mais un soir de ripailles, alors que les criminels festoyaient au château de leur seigneur, le vent soufflait fort et la pluie tombait violemment. C'est alors que les portes s'ouvrirent à la volée laissant entrer lynx et sangliers assoiffés de sang. Lorsque les animaux eurent raison des bandits, la terre trembla et le bâtiment sombra dans une faille de la montagne, laissant place au lac de la Maix… [réf. nécessaire]

Le Banc de la Vierge
- Volée par les habitants de Moussey, la vierge de Luvigny voulait rejoindre sa Chapelle. Exténuée mais décidée elle traversa la forêt mais à bout de force, elle s'assit sur une roche proche du lac. C'est alors que la pierre se ramollit sous sa main, épousant la forme de ses doigts, qui restent aujourd'hui encore gravés dans la pierre.

Dès lors, prendre place sur cette roche soignerait de nombreuses maladies. [réf. nécessaire]
La statue de la Vierge
- Selon la tradition paysanne, une statue très vénérée se trouvait dans la chapelle du lac. Une nuit des habitants de Moussey vinrent l'enlever en détruisant sa niche et sa chapelle, et la conduisirent chez eux pour assurer à leurs maisons la protection céleste. La statue fidèle à son lac leur faussa compagnie et revint à l'église de Luvigny où elle se trouve toujours, car en procession dirigée par le curé du lieu, elle savait pouvoir revenir auprès de son lac.
- En souvenir de ce mémorable événement, tous les ans, le jour de la Fête-Dieu et à Notre-Dame de Septembre, une procession part du bas de la vallée et gagne les bords du lac à travers la forêt. La statue est portée en tête du cortège par la jeune fille estimée la plus méritante du village et une messe est célébrée sur les bords du lac[32].

- Dans les années 1950, un monstre semblable à Nessie, aurait été aperçu à plusieurs reprises. Le subterfuge dura pendant des mois tant il avait été bien préparé. Il s’avéra par la suite n'être qu'un coup de pub afin d'attirer des visiteurs au lac.